# Live: En vivo desde Costa Rica
Live: En vivo desde Costa Rica es el primer álbum grabado en vivo del cantante puertorriqueño Funky, y el cuarto de su carrera. Las canciones que contiene el disco compacto pertenecen a sus anteriores álbumes como Funkytown, Especie en peligro y Los vencedores, así también algunas canciones conocidas de Jesús Adrián Romero, Danilo Montero, Samuel Hernández y Marcos Witt interpretados por Zammy Peterson en el género del reguetón.
En 2006, obtuvo el galardón a Mejor álbum de rap/hip hop en los Premios Arpa y fue catalogado como el Álbum urbano del año en los Premios AMCL. También estuvo nominado en la categoría "Mejor álbum en español" en los Premios GMA Dove de 2006.

## Lista de canciones
| N.º | Título                                          | Álbum original                                  | Duración |  |
| 1.  | «Lo que traigo es flow»                         | Los vencedores                                  | 4:25     |  |
| 2.  | «Que siga la fiesta»                            | Especie en peligro                              | 4:52     |  |
| 3.  | «Pon atención»                                  | Especie en peligro                              | 4:22     |  |
| 4.  | «Tiene que correr» (con 7th Poet)               | Especie en peligro                              | 4:24     |  |
| 5.  | «Más que vencedor (skit)» (con Sammy)           | Los vencedores                                  | 2:50     |  |
| 6.  | «Se están matando» (Dr. P con Sammy)            | Los vencedores                                  | 4:53     |  |
| 7.  | «Después de la caída» (con Sammy)               | Funkytown                                       | 4:59     |  |
| 8.  | «Dale la mano»                                  | Funkytown                                       | 6:08     |  |
| 9.  | «Te exaltamos» (Sammy)                          | Proyecto AA / Marcos Witt                       | 2:07     |  |
| 10. | «Eres Todopoderoso» (Sammy)                     | Padre Nuestro / Danilo Montero                  | 0:58     |  |
| 11. | «Que sería de mí» (Sammy)                       | Cerca de Ti / Jesús Adrián Romero               | 1:50     |  |
| 12. | «Levanto mis manos» (Sammy)                     | Jesús siempre llega a tiempo / Samuel Hernández | 1:22     |  |
| 13. | «De lo más profundo» (con Triple Seven y Sammy) | Manteniendo la Diferencia / Triple Seven        | 4:02     |  |
| 14. | «Mi respaldo» (con Triple Seven)                | Manteniendo la Diferencia / Triple Seven        | 3:52     |  |
| 15. | «Nos vamos de fiesta» (con Triple Seven)        | Manteniendo la Diferencia / Triple Seven        | 4:54     |  |
| 16. | «Necesitamos de Él»                             | Especie en peligro                              | 3:46     |  |
| 17. | «Mi Maestro» (con Oscar Negrón)                 | Especie en peligro                              | 5:08     |  |
| 18. | «Hasta el final»                                | Especie en peligro                              | 5:15     |  |